# Volvo S40
Volvo S40 – samochód osobowy klasy kompaktowej produkowany pod szwedzką marką Volvo w latach 1995 - 2012.

## Pierwsza generacja

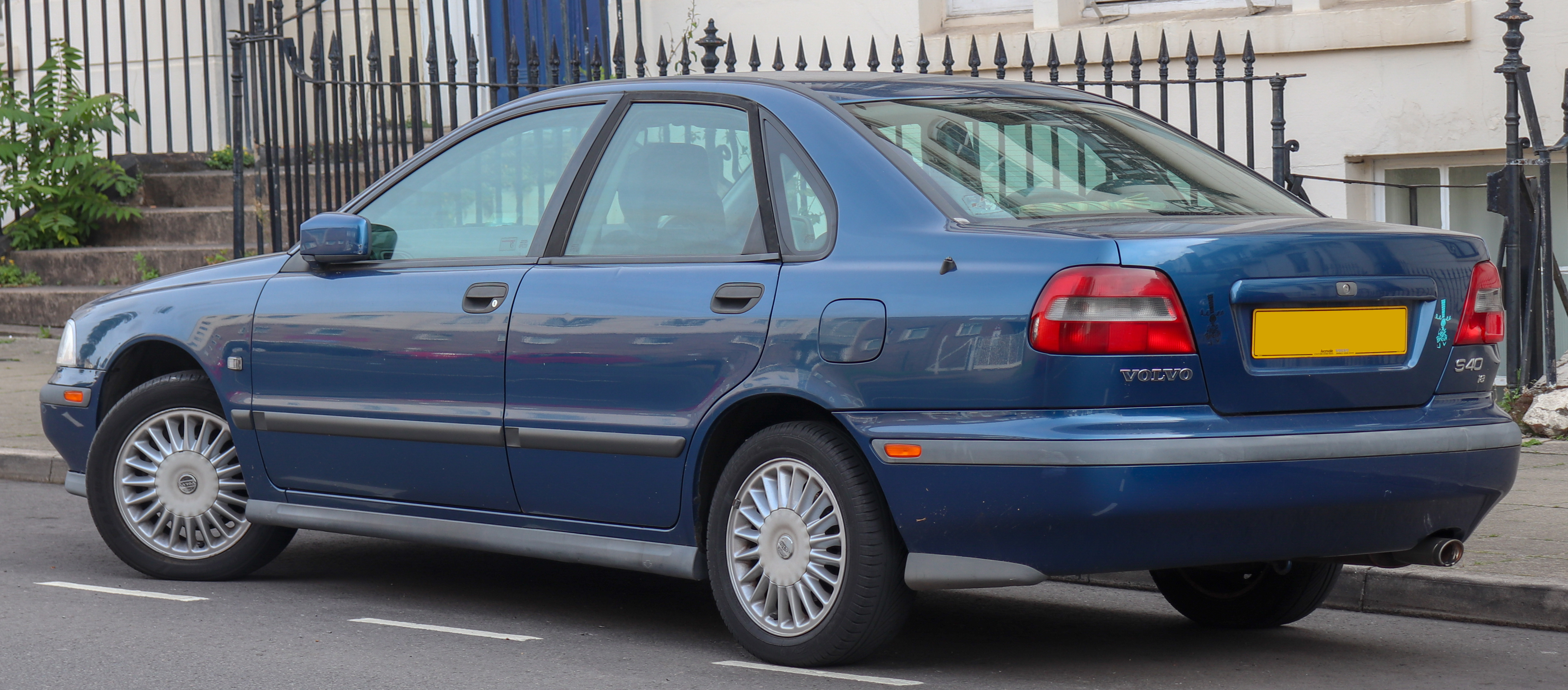
Volvo S40 I - tył

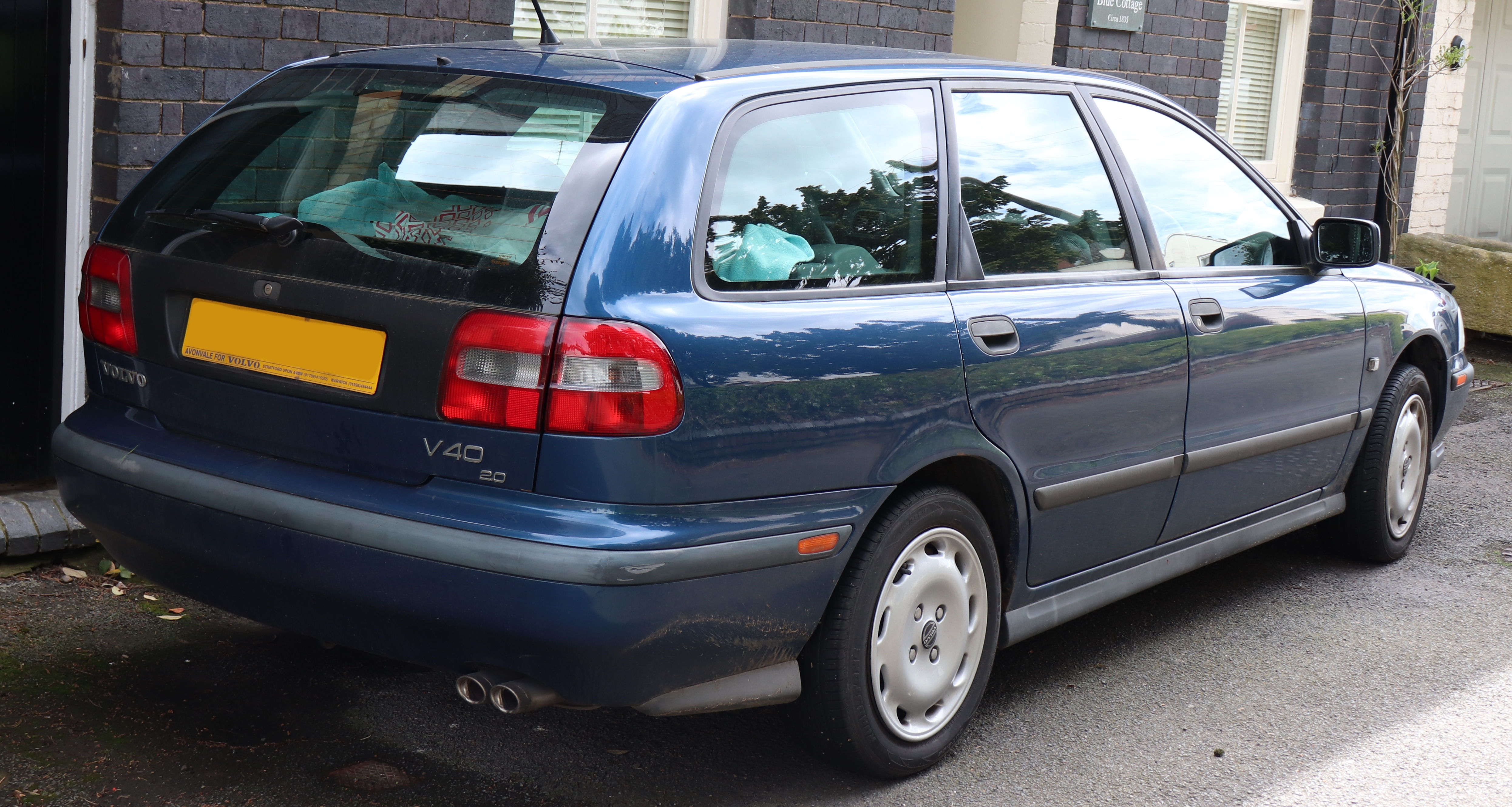
Volvo V40

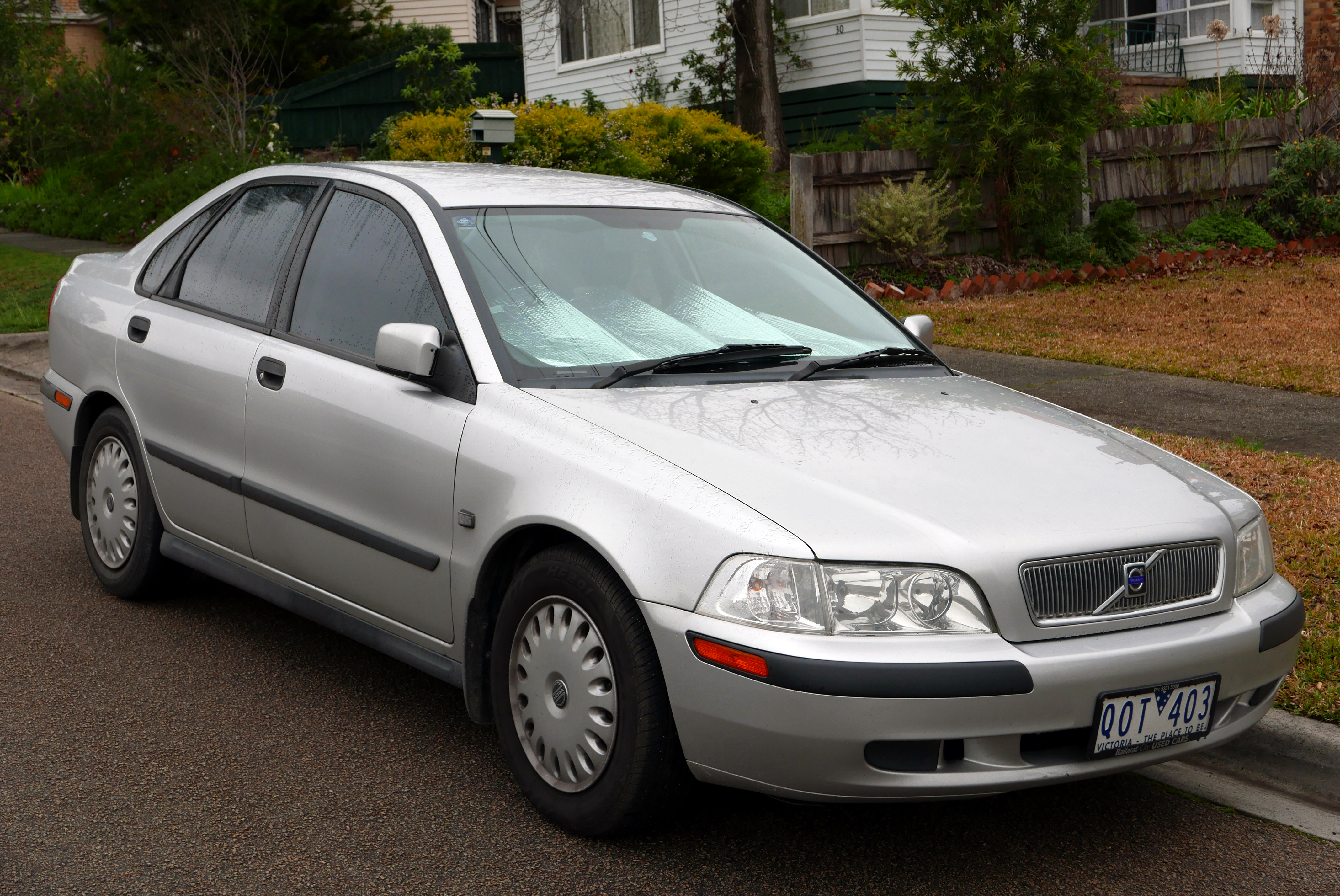
Volvo S40 I po liftingu

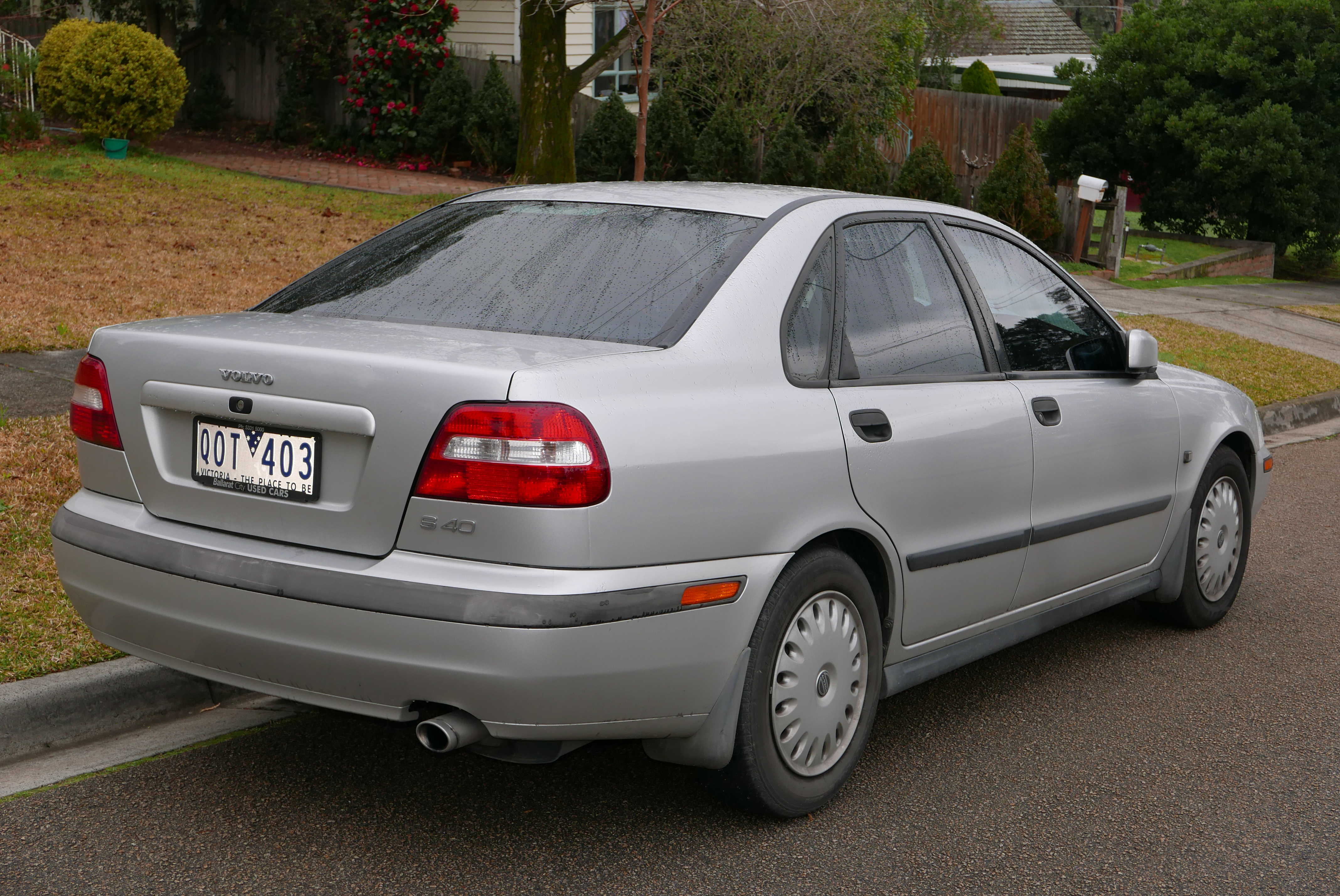
Volvo S40 I - tył po liftingu

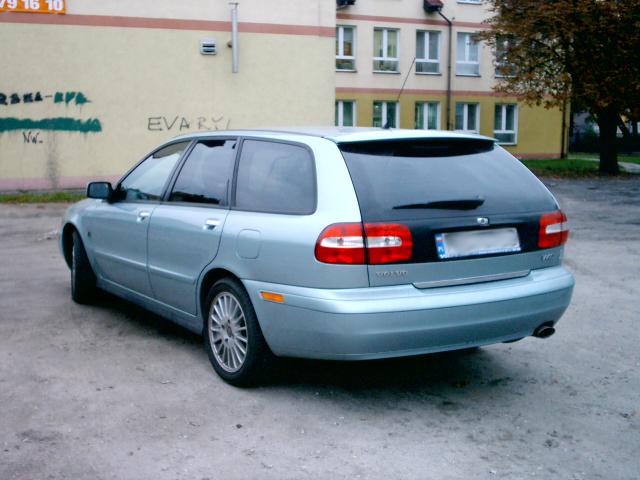
Volvo V40 – tył po liftingu

Volvo S40 I został po raz pierwszy zaprezentowany w 1995 roku. 
Również w 1995 roku wprowadzono do produkcji wersję kombi pojazdu, nazwaną V40.
Samochód został zbudowany na płycie podłogowej Mitsubishi Carisma. W 1999 roku wraz z modelem V40 pojazd przeszedł face lifting. Zmieniono m.in. delikatnie stylizację oraz wprowadzono kilka modyfikacji technicznych, m.in. bezpośredni wtrysk paliwa w silnikach wysokoprężnych, większe tarcze hamulcowe oraz zmieniono układ kierowniczy i zawieszenie, a także wprowadzono nowe jednostki napędowe.

### Silniki
| Silnik                | Pojemność skokowa [cm³] | Typ silnika        | Moc maksymalna [KM] przy obr./min | Maks. moment obrotowy [Nm] przy obr./min | Przyspieszenie 0-100 km/h [s] | Prędkość maks. [km/h] |                    |                    |                    |
| Silniki benzynowe:    | Silniki benzynowe:      | Silniki benzynowe: | Silniki benzynowe:                | Silniki benzynowe:                       | Silniki benzynowe:            | Silniki benzynowe:    | Silniki benzynowe: | Silniki benzynowe: | Silniki benzynowe: |
| --------------------- | ----------------------- | ------------------ | --------------------------------- | ---------------------------------------- | ----------------------------- | --------------------- | ------------------ | ------------------ | ------------------ |
| 1.6                   | 1587                    | R4                 | 109                               | 145                                      | 12,5                          | 190                   |                    |                    |                    |
| 1.8                   | 1731                    | R4                 | 115                               | 165                                      | 11,2                          | 195                   |                    |                    |                    |
| 1.8                   | 1783                    | R4                 | 122                               | 170                                      | 10,4                          | 200                   |                    |                    |                    |
| 1.8i GDI              | 1834                    | R4                 | 122/125                           | 174                                      | 10,5                          | 200                   |                    |                    |                    |
| 1.9T4                 | 1855                    | R4                 | 200                               | 300                                      | 7,3                           | 235                   |                    |                    |                    |
| 2.0                   | 1948                    | R4                 | 136/140                           | 183                                      | 9,5                           | 210                   |                    |                    |                    |
| 2.0T                  | 1948                    | R4                 | 160/163/165                       | 240                                      | 8,5                           | 220                   |                    |                    |                    |
| 2.0T4                 | 1948                    | R4                 | 200                               | 300                                      | 7,4                           | 235                   |                    |                    |                    |
| Silniki wysokoprężne: |                         |                    |                                   |                                          |                               |                       |                    |                    |                    |
| 1.9 TD                | 1870                    | R4                 | 90                                | 176                                      | 13,0                          | 180                   |                    |                    |                    |
| 1.9 Di                | 1870                    | R4                 | 95                                | 190                                      | 12,5                          | 180                   |                    |                    |                    |
| 1.9 Di                | 1870                    | R4                 | 102                               | 215                                      | 12,0                          | 185                   |                    |                    |                    |
| 1.9 Di                | 1870                    | R4                 | 115                               | 265                                      | 10,5                          | 195                   |                    |                    |                    |

## Druga generacja

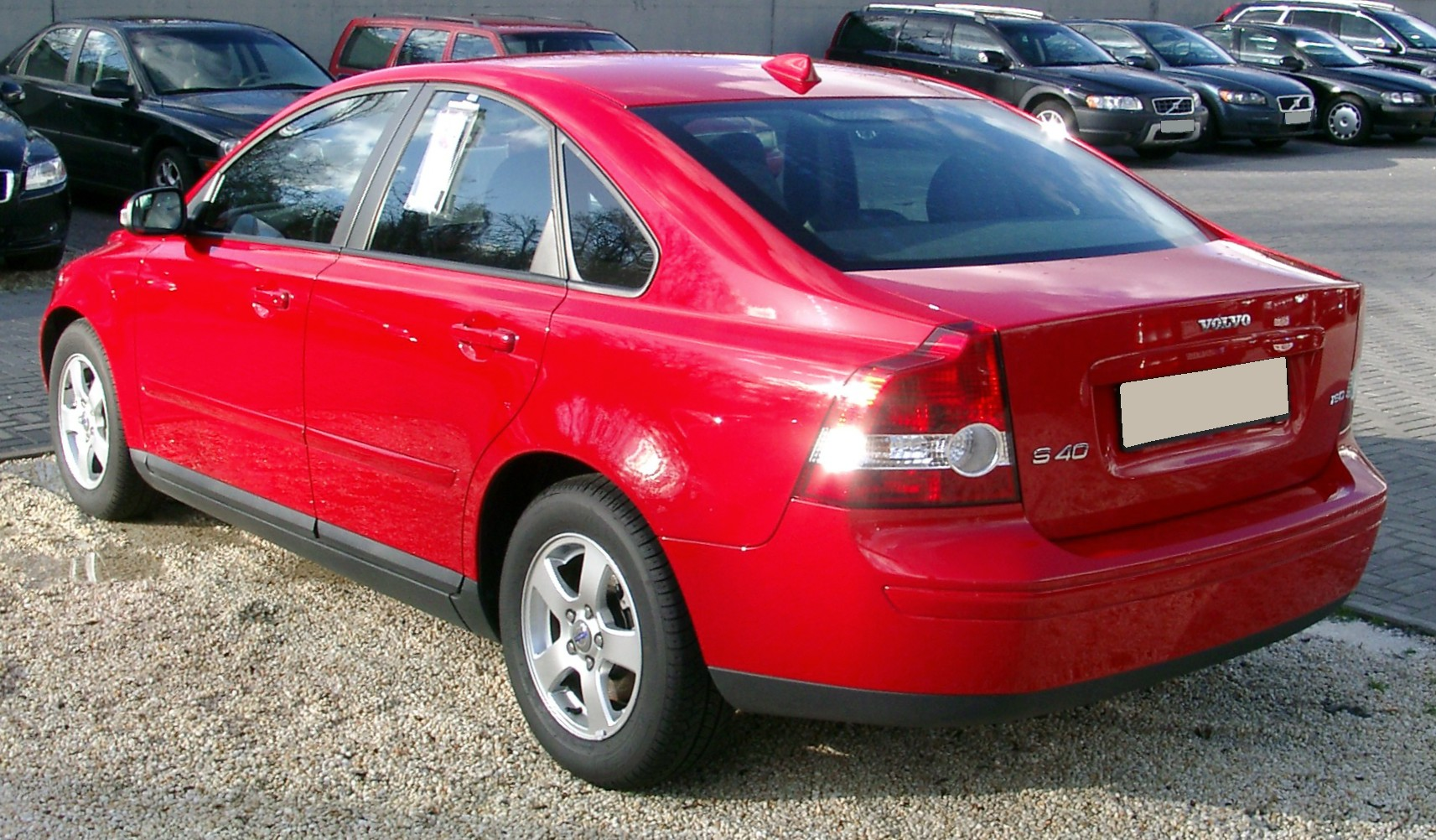
Volvo S40 II - tył

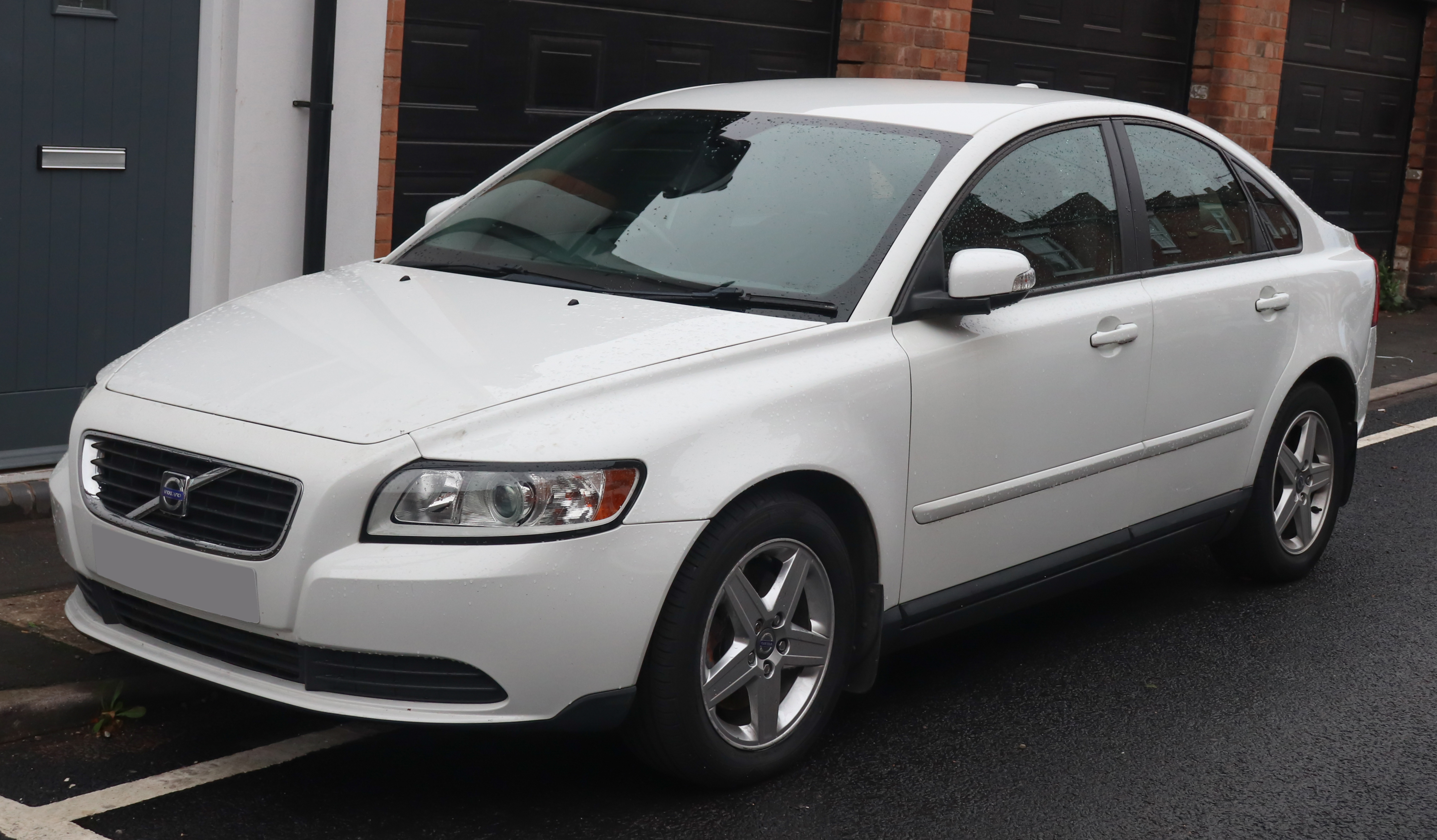
Volvo S40 II po liftingu

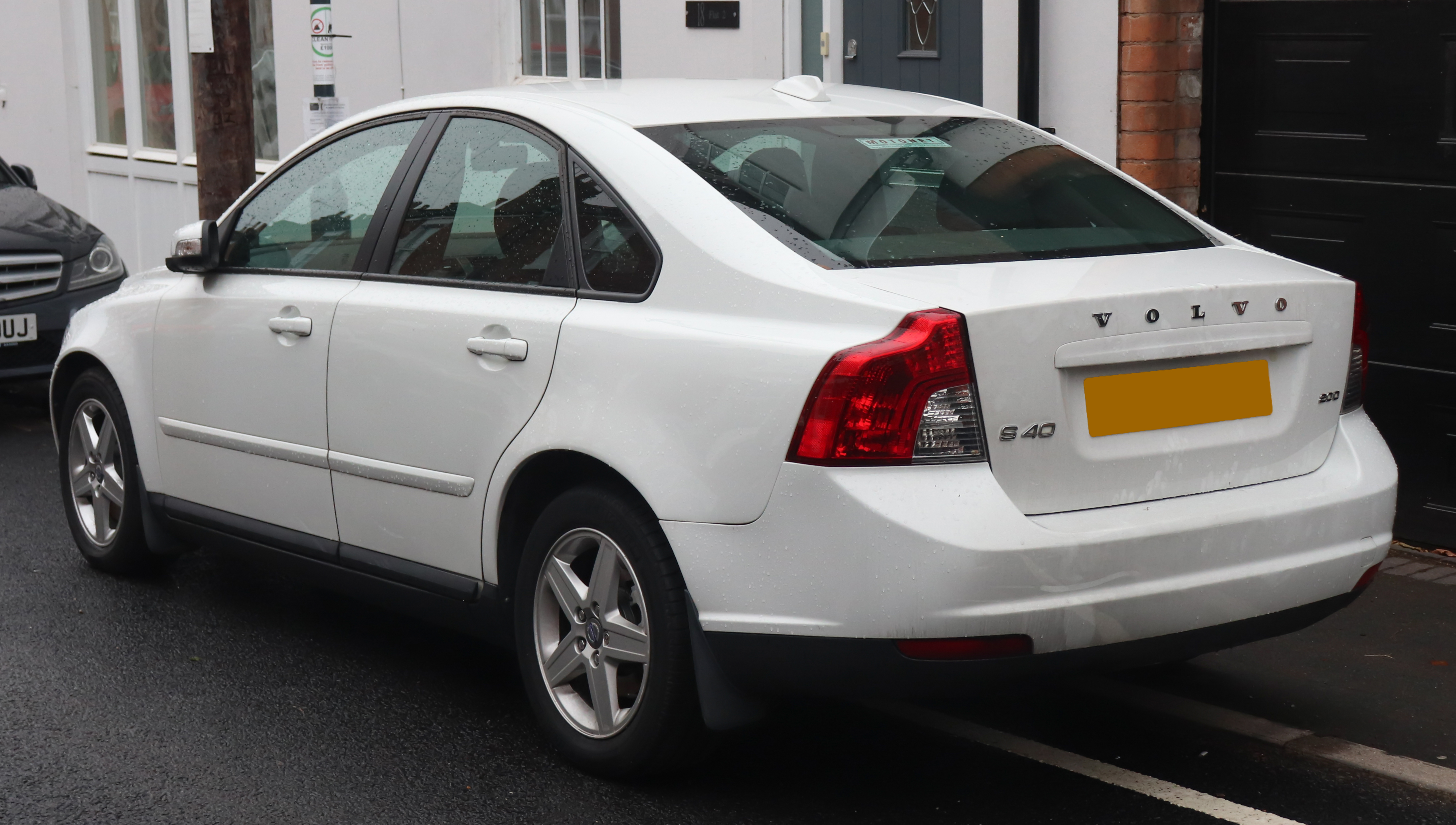
Volvo S40 II - tył po liftingu

Volvo S40 II zostało po raz pierwszy zaprezentowane w 2003 roku. 
Rok później zaprezentowano wersję kombi pojazdu, która nosi nazwę V50. Samochód został zbudowany na płycie podłogowej amerykańskiego koncernu Ford Motor Company o nazwie P1 dzielonej m.in. z Fordem Focusem oraz Mazdą 3. Pojazd stylistycznie podobny do modelu S80 wprowadził nowy projekt wnętrza z estetyczną oraz lekką konsolą środkową.
W 2005 roku modele S40 i V50 zajęły w konkursie na Światowy Samochód Roku 2. pozycję (za Audi A6 C6). W tym samym roku wprowadzono nowy silnik wysokoprężny 1.6D pochodzący z Forda Focusa (produkcji koncernu PSA).
W 2007 roku samochód przeszedł face lifting, który upodobnił auto stylistycznie do modeli S80 i V70. Wprowadzono między innymi: nowe reflektory biksenonowe z możliwością doświetlania zakrętów, światła awaryjnego hamowania (EBL), a także system ostrzegania o obiektach znajdujących się w martwym polu lusterek BLIS, nowy zderzak przedni i tylny oraz nowe lampy tylne w technologii LED. Przy okazji liftingu wzbogacono wyposażenie standardowe pojazdu o system ESP, 6 poduszek powietrznych, klimatyzację automatyczną oraz radio CD. Wprowadzono także nowe silniki benzynowe i wysokoprężne.
W 2008 roku zaprezentowano ekologiczną wersję pojazdu - eDrive.

### Wersje wyposażeniowe
- Kinetic
- Momentum
- Summum
- R-Design

Standardowe wyposażenie wersji po face liftingu obejmuje m.in. system ABS, ESP, układ antypoślizgowy DSTC, klimatyzację automatyczną, 6 poduszek powietrznych, elektryczne sterowanie i podgrzewanie lusterek, elektryczne sterowanie szyb oraz radio z CD. 
W zależności od wersji wyposażenia pojazd doposażyć opcjonalnie można było m.in. w regulację wysokości fotela kierowcy, reflektory biksenonowe, felgi aluminiowe, skórzaną, wielofunkcyjną kierownicę, komputer pokładowy, światła przeciwmgłowe, podgrzewane przednie fotele, skórzaną tapicerkę, system bezkluczykowy, system automatycznej regulacji prześwitu, system BLIS oraz EBL oraz tempomat, a także czujniki parkowania, zmierniarkę płyt CD, 12-głośnikowy zestaw audio Premium Sound z dźwiękiem w systemie Dolby Pro Logic II oraz gniazdo iPod, czujnik deszczu i zmierzchu.

### Silniki
| Silnik                | Pojemność skokowa [cm³] | Typ silnika        | Moc maksymalna [KM] przy obr./min | Maks. moment obrotowy [Nm] przy obr./min | Przyspieszenie 0-100 km/h [s] | Prędkość maks. [km/h] |                    |                    |                    |
| Silniki benzynowe:    | Silniki benzynowe:      | Silniki benzynowe: | Silniki benzynowe:                | Silniki benzynowe:                       | Silniki benzynowe:            | Silniki benzynowe:    | Silniki benzynowe: | Silniki benzynowe: | Silniki benzynowe: |
| --------------------- | ----------------------- | ------------------ | --------------------------------- | ---------------------------------------- | ----------------------------- | --------------------- | ------------------ | ------------------ | ------------------ |
| 1.6                   | 1596                    | R4                 | 100                               | 150                                      | 11,9                          | 185                   |                    |                    |                    |
| 1.8                   | 1798                    | R4                 | 125                               | 165                                      | 10,9                          | 200                   |                    |                    |                    |
| 2.0                   | 1999                    | R4                 | 145                               | 185                                      | 9,5                           | 210                   |                    |                    |                    |
| 2.4                   | 2435                    | R5                 | 140                               | 220                                      | 9,9                           | 205                   |                    |                    |                    |
| 2.4i                  | 2435                    | R5                 | 170                               | 230                                      | 8,1                           | 220                   |                    |                    |                    |
| T5 2.5                | 2521                    | R5                 | 230                               | 320                                      | 6,8                           | 240                   |                    |                    |                    |
| Silniki wysokoprężne: |                         |                    |                                   |                                          |                               |                       |                    |                    |                    |
| 1.6D                  | 1560                    | R4                 | 109                               | 240                                      | 11,4                          | 190                   |                    |                    |                    |
| 2.0D                  | 1997                    | R4                 | 136                               | 320                                      | 9,5                           | 205                   |                    |                    |                    |
| D5 2.4                | 2400                    | R5                 | 180                               | 400                                      | 7,9                           | 225                   |                    |                    |                    |